# Jasmin (cràter)
Jasmin és un cràter d'impacte en el planeta Venus de 15,1 km de diàmetre. Porta el nom d'un antropònim àrab, i el seu nom va ser aprovat per la Unió Astronòmica Internacional el 2000.